# Томас Тейлор (канадський футболіст)
Томас Сільвестер Тейлор (англ. Thomas Sylvester Taylor,4 грудня 1880, Галт — 15 серпня 1945, Вінніпег) — канадський футболіст, який грав на позиції нападника. Відомий насамперед за виступами у складі клубу «Галт», який у 1904 році грав на Олімпійських іграх як збірна Канади, та став переможцем ігор, а Томас Тейлор став одним із двох кращих бомбардирів олімпійського футбольного турніру.

## Біографія
Народився Томас Тейлор у канадському місті Галт, яке натепер є частиною міста Кембридж. Грав у футбол у складі місцевої аматорської команди «Галт», який у 1904 році на Олімпійських іграх як збірна Канади, та в двох іграх з представниками США став переможцем ігор, а Томас Тейлор з 3 забитими м'ячами став одним із двох кращих бомбардирів олімпійського футбольного турніру. Після ігор Томас Тейлор переїхав до Вінніпега, де працював помічником менеджера компанії «AR Williams» до 1936 року.. Помер Томас Тейлор у 1945 році у Вінніпезі.

## Досягнення
- Олімпійський чемпіон: 1904
- Найкращий бомбардир футбольного турніру олімпійських ігор: 1904 (3 голи, разом із Александером Голлом)